# 愛的徒勞

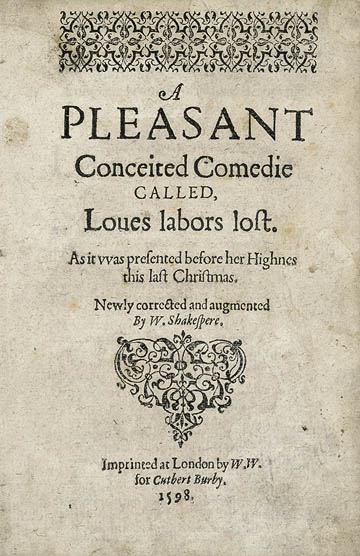
第一個四開版本（1598年）的扉頁

《愛的徒勞》（英語：Love's Labour's Lost）是威廉·莎士比亞早期的喜劇之一，據信創作於16世紀90年代中期，專為在律師學院的演出而寫，並曾在伊麗莎白一世女王面前上演。劇情描述納瓦拉國王與三位伴侶誓言遠離女性三年，專心學習與禁慾，但他們對隨行的法國公主及其侍女的迷戀讓他們違背了誓言。這部劇以一種非傳統的結局收場，公主的父親過世，所有婚禮推遲一年。此劇探討了男性的愛與慾望、策略與合理化、現實與幻想等主題。
雖然此劇於1598年首次以四開本出版，但書名頁暗示該劇是對早期版本的再加工。劇中的明顯來源尚不清楚。早期版本中的撇號有所不同，但最常見的寫法是「Love's Labour's Lost」。
莎士比亞的觀眾對劇中描繪的歷史人物和與劇情相關的歐洲政治局勢頗為熟悉。學者們認為，隨著這些歷史和政治背景逐漸過時且對後代觀眾不易理解，該劇的受歡迎程度逐渐下降。此外，劇中複雜的詞彙遊戲、賣弄學問的幽默和過時的文學典故也可能是其相對不那麼受歡迎的原因，與莎士比亞的其他更受歡迎的作品相比。《愛的徒勞》在19世紀很少上演，但在20世紀和21世紀，隨著皇家莎士比亞公司、皇家國家劇院和加拿大斯特拉特福節等組織的製作，該劇的演出頻率增加。它還被改編為音樂劇、歌劇、廣播和電視劇以及音樂電影。
《愛的徒勞》擁有莎士比亞所有劇作中最長的場景（5.2）、最長的單詞（5.1.39–40）「honorificabilitudinitatibus」，以及（根據編輯選擇）最長的獨白（4.3.284–361）。

## 人物
- 費迪南 – 納瓦拉國王

- 伯朗（或比隆）、朗戈維爾（或朗加維爾）和杜曼 – 國王的隨從

- 法國公主，後來成為法國女王

- 羅莎琳夫人、瑪麗亞夫人、凱瑟琳夫人和波耶 – 公主的隨從

- 馬卡德 – 信使

- 阿馬多·德·阿德里亞諾 – 一個奇異的西班牙人

- 莫特 – 阿馬多的侍從

- 納撒尼爾爵士 – 牧師

- 霍洛弗尼斯 – 學校教師

- 達爾 – 警員

- 科斯塔德 – 鄉下人

- 雅克內塔 – 鄉村姑娘

- 獵人

- 官員和其他人，國王和公主的隨從

## 劇情簡介
納瓦拉國王費迪南和他的三位貴族同伴，伯朗、杜曼和朗戈維爾，立誓不與女性交往，決心用三年時間專注於學習和禁慾；伯朗對此略有猶豫。國王宣布，任何女性不得進入宮廷一英里範圍內。西班牙人阿馬多·德·阿德里亞諾向國王報告，科斯塔德與雅克內塔私下相會。國王判科斯塔德有罪，而阿馬多則向他的侍從莫特坦白自己對雅克內塔的愛慕。阿馬多寫信給雅克內塔，並請科斯塔德遞信。

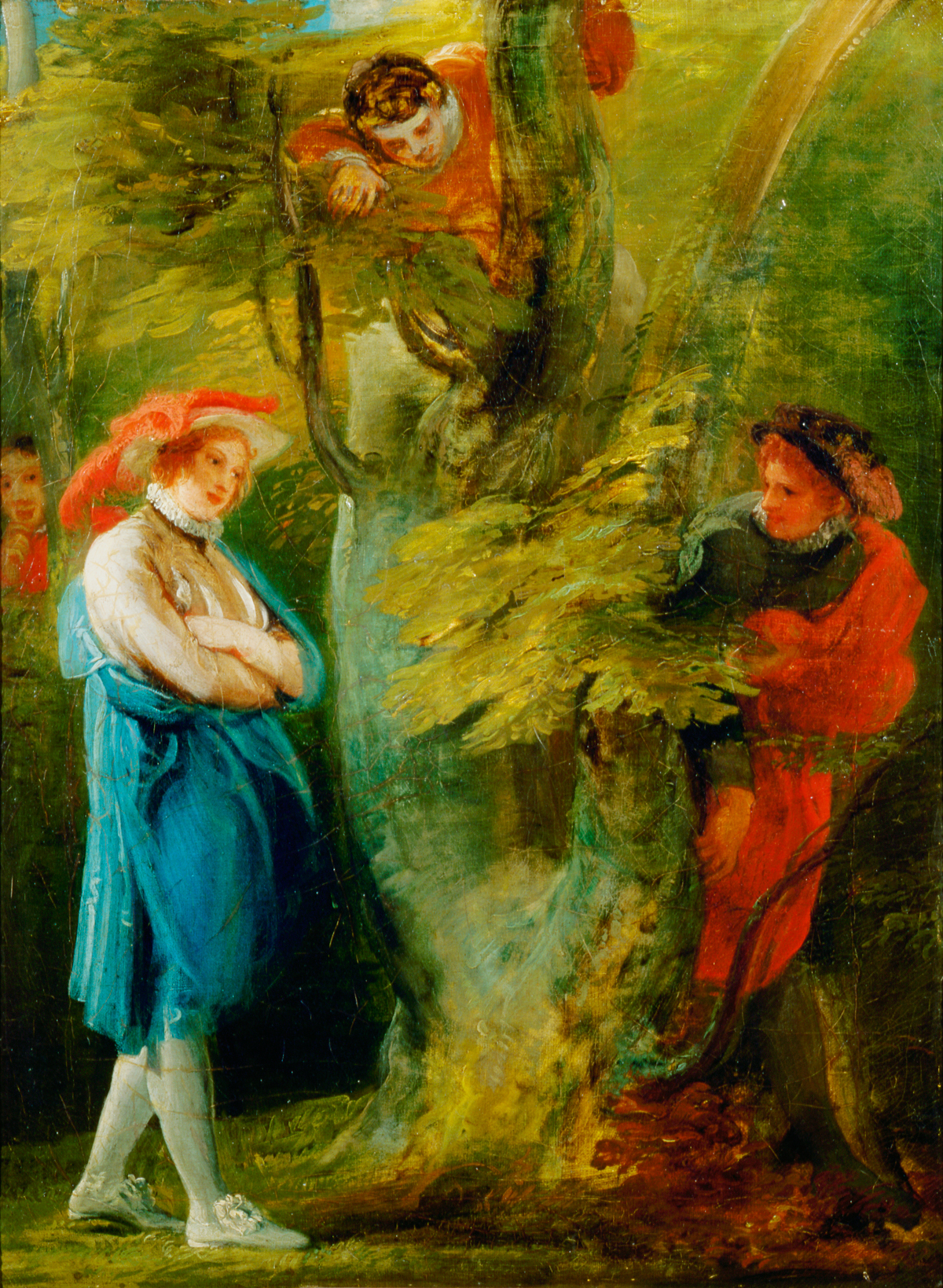
《愛的徒勞》第四幕第三場，由托馬斯·斯托薩德繪（約1800年）

法國公主及其隨從抵達，希望與國王討論阿基坦的割讓問題，但因法令被迫在宮廷外紮營。在拜訪公主及其隨從時，國王愛上了公主，而貴族們則愛上了隨從。伯朗讓科斯塔德送信給羅莎琳夫人，但科斯塔德將信與阿馬多給雅克內塔的信調換了。雅克內塔向兩位學者霍洛弗尼斯和納撒尼爾爵士求助，他們認為信是伯朗所寫，並建議她告知國王。
國王和他的貴族們暗中觀察彼此表白愛意。最終，國王斥責貴族們違背誓言，但伯朗揭示國王亦愛上了公主。雅克內塔和科斯塔德帶著伯朗的信進來，指控他叛國。伯朗承認違背誓言，聲稱人類唯一值得學習的是愛，他和其他人一同決定放棄誓言。他們安排霍洛弗尼斯為女士們表演娛樂節目，然後男士們假扮成莫斯科公爵，偽裝自己向女士們求愛。女王的宮廷官員波耶得知他們的計劃後，協助女士們透過互相偽裝來戲弄男士。當貴族們以真實身份出現時，女士們嘲笑他們並揭露了他們的詭計。
男士們對女士們的智慧印象深刻，紛紛道歉。所有身份恢復正常後，他們觀看霍洛弗尼斯、納撒尼爾爵士、科斯塔德、莫特和阿馬多表演九偉人
。四位貴族和波耶嘲笑這場表演，唯一給予稱讚的是科斯塔德。阿馬多與科斯塔德幾乎發生衝突，當科斯塔德在表演中透露阿馬多讓雅克內塔懷孕時，他們的爭執被公主父親去世的消息打斷。公主計劃立即離開，她和她的隨從們準備哀悼，宣布男士們必須等待一年零一天來證明他們的愛情是否持久。阿馬多宣布他將對雅克內塔發誓相同的誓言，然後為貴族們獻上一首歌。

## 來源

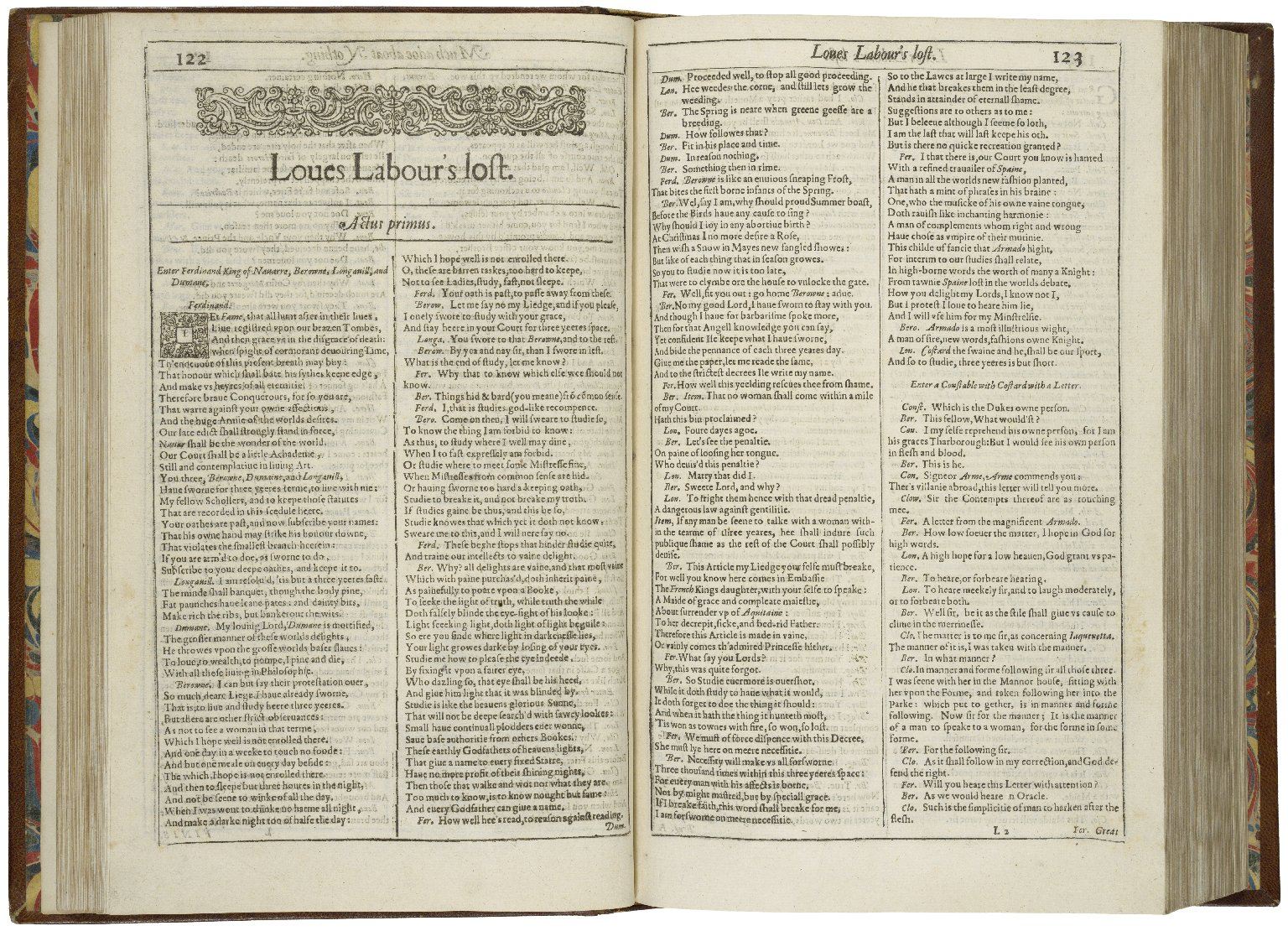
該劇在第一對開本（1623年）中的首頁

《愛的徒勞》可能有多個方面的來源，但主要故事的來源尚未發現。這一點與莎士比亞的另外兩部戲劇——《仲夏夜之夢》和《暴風雨》——相似。一些可能影響《愛的徒勞》的作品包括約翰·萊利的早期戲劇、羅伯特·威爾遜的《補鞋匠的預言》（The Cobbler's Prophecy）（約1590年）和皮埃爾·德·拉·普里莫戴的《法蘭西學術院》（L'Academie française）（1577年）。邁克爾·多布森和斯坦利·威爾斯評論說，經常有人推測這個劇情來源於「1578年凱瑟琳·德·美第奇和她的女兒瑪格麗特·德·瓦盧瓦對亨利進行的一次外交訪問的失傳記述，但這並不確定。」
四個主要男性角色都是基於歷史人物：納瓦拉基於亨利·納瓦拉（後來成為法國國王亨利四世），伯朗基於夏爾·德·貢托，德·比隆公爵，杜曼基於查爾斯，德·梅恩公爵，朗加維爾基於昂古勒姆的昂古萊姆公爵亨利一世。尤其是比隆在英國非常有名，因為羅伯特·德弗羅，第二代埃塞克斯伯爵在1591年與比隆的軍隊聯合支持亨利。阿爾伯特·特里科米指出：「只要法國主要人物的名字在莎士比亞的觀眾中仍然熟悉，這部劇的幽默理想化就能持久。這意味著納瓦拉宮廷的詼諧描繪在亨利四世於1610年被暗殺前仍然有效......這些考慮表明，納瓦拉和內戰將軍的描繪給伊麗莎白時代的觀眾帶來了不僅僅是一系列法國名字，還增加了戲劇維度，這一維度一旦喪失，就幫助解釋了《愛的徒勞》隨後的黯淡情節。」
評論家們試圖將唐·阿馬多、莫特、納撒尼爾爵士和霍洛弗尼斯與著名的伊麗莎白一世時期的英國人物聯繫起來，但並未成功。